# Königsdorf (Austria)
Königsdorf è un comune austriaco di 946 abitanti nel distretto di Jennersdorf, in Burgenland.